# Kastell Langenhain
Das Kastell Langenhain war ein römisches Kastell am Obergermanischen Limes (Strecke 4, Hochtaunus und westliche Wetterau) östlich von Langenhain-Ziegenberg, Gemeinde Ober-Mörlen im Wetteraukreis in Hessen. Oberirdisch ist vom Kastell heute nichts mehr zu sehen.

## Lage

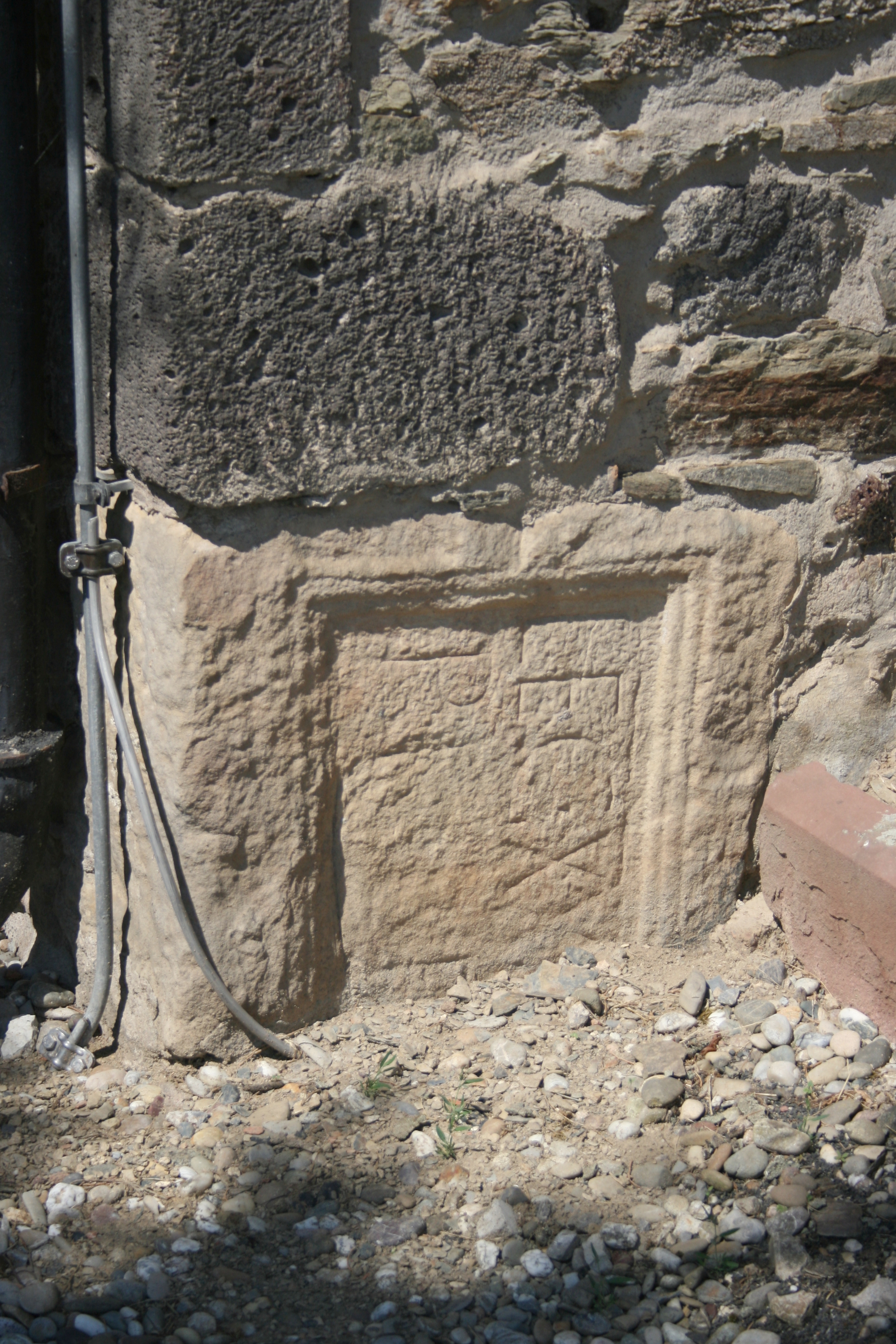
Senkrecht in der Südostecke der Langenhainer Kirche vermauerter Inschriftenstein mit Nennung der 22. Legion

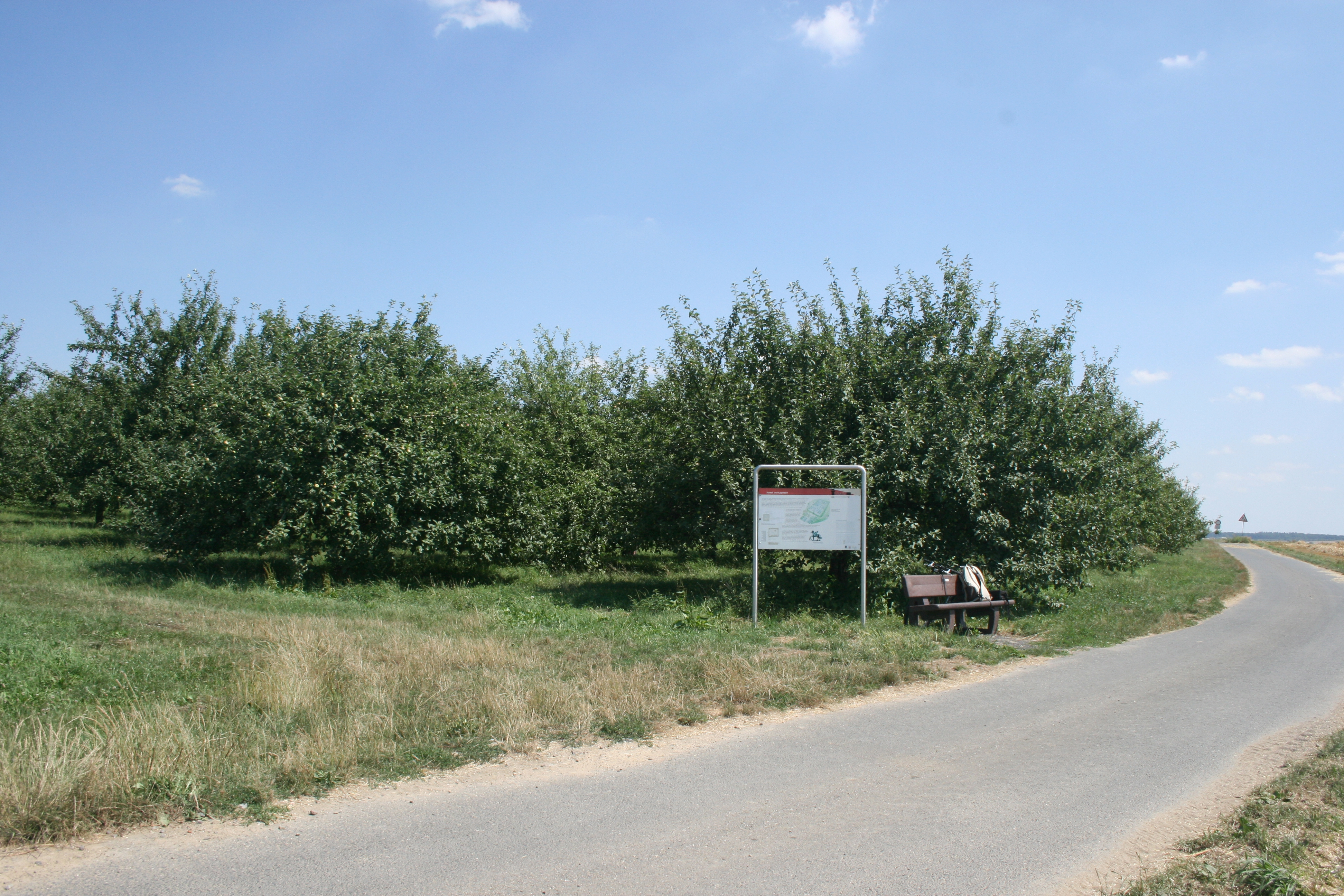
Kastellgelände mit Schautafel, Zustand 2013

Der Limes verläuft im Bereich des Kastells weitgehend von Süden nach Norden. Er verlässt die Nähe zum Kamm des Taunus und tritt nach seinem Übergang über die Usa in den westlichsten Bereich der Wetterau, die Mörlener Bucht, ein. Das Kastell liegt etwa 350 m hinter dem Übergang des Limes über den Fluss, der hier tief in den Taunus einschneidet, was eine günstige Verkehrssituation für Verbindungen in das Usinger Becken und die Limburger Gegend bedeutete. Der moderne Ort erstreckt sich westlich des Kastells, so dass die Anlage in südlicher Hanglage oberhalb des Flusstals abgesehen von einem Aussiedlerhof im Süden des Kastellbereichs unüberbaut ist.

## Geschichte
Über die Geschichte des Kastells ist relativ wenig bekannt. Der Fund einer bronzenen Besitzermarke weist als hier stationierte Einheit auf die Cohors I Biturigum Aquitanorum equitata. Die teilberittene, 500 Mann starke Kohorte ist ursprünglich in der Provinz Aquitania aus dem Stamm der Biturigen mit dem Hauptort Avaricum ausgehoben worden. Weiterhin liegt ein fragmentarischer Ziegelstempel dieser Truppe aus Langenhain vor. In flavischer Zeit lag sie in Rottweil (Arae Flaviae). Möglicherweise kam sie mit den Umstrukturierungen unter Kaiser Trajan (Auflösung rückwärtiger Garnisonen, Etablierung einer zivilen Verwaltung) nach Langenhain. Das Anfangsmaximum der Münzreihe weist auf einen Beginn um 115 n. Chr., wahrscheinlich von Anfang an als größeres Auxiliarlager.
Die Funde legen nahe, dass das Kastell Langenhain bis in die Zeit des Limesfalls um 260 n. Chr. bestanden hat. Nach dem Abzug der Römer wurde das Kastell zum Steinbruch der benachbarten Orte, wobei einiges Material zum Bau der gotischen Langenhainer Kirche verwendet wurde. In der Südostecke der Kirche weist ein vermauerter Inschriftenstein mit Nennung der Legio XXII Primigenia darauf hin.

## Kastell und Kastellvicus
Bereits 1843 hatte Johann Philipp Dieffenbach hier ein Kastell vermutet. Ihm folgte Karl August von Cohausen. Aufgrund des Steinraubes in nachrömischer Zeit fand Friedrich Kofler, der Streckenkommissar der Reichs-Limeskommission, 1892 nur noch stark zerstörte Mauern des Kastells vor. Die Abmessungen des Kastells waren dabei weitgehend identisch mit denen des Kastells Stockstadt, eines Kohortenkastells am Mainlimes. Eine Datierung in trajanische Zeit wie in Stockstadt schien damit naheliegend. Im Luftbild zeichnen sich zwei vorgelagerte Gräben und im Areal des Steinkastells ein älteres Holz-Erde-Kastell ab.
Ein Kastellvicus erstreckte sich westlich, nördlich und besonders östlich des Kastells, wo auch ein Töpferofen, ein größerer Steinbau (wahrscheinlich das Kastellbad) und ein Gräberfeld, letzteres durch illegale private Schürfungen, lokalisiert wurden. 1987/88 grub die Römisch-Germanische Kommission zwei Erdkeller östlich des Kastells aus. Aus einem der Keller stammt ein in der Forschung bedeutendes Geschirrdepot des 3. Jahrhunderts.

## Das Geschirrdepot von Langenhain
Die Grabungen in den beiden Kellern wurden notwendig durch vorherige Raubgrabungen. Die dabei bekanntgewordenen Funde aus dem östlichen Keller 1 deuteten bereits auf einen Depotfund hin. Beide Keller lagen an der nach Friedberg führenden Straße, etwa 150 m von der porta principalis sinistra des Kastells entfernt.
Keller 1 besaß eine Fläche von 28 m² und einen ebenen, lehmverstrichenen Boden. Spuren von Holzbauten aus dem Umfeld lassen ein früheres oder gleichzeitiges Streifenhaus vermuten. An der Südwand des Kellers befand sich eine massive Sandkiste als Aufstellungsort für Amphoren. In dem Keller wurden außerdem größere Mengen an Vorräten oder Handelsware in Holzfässern gelagert.
Der Gesamtbestand an Keramikfunden – neben den Raubgräberfunden große Mengen zerscherbter Keramik aus dem Brandschutt des Kellers – weisen auf einen lokalen Händler hin, der nicht zu vergleichen ist mit den gelegentlich inschriftlich genannten Großhändlern (negotiatores artis cretariae). Das Depot enthält Terra Sigillata und Gebrauchskeramik in nahezu allen gebräuchlichen Gefäßformen. Vergleichbare Warenangebote liegen in den Geschirrdepots von Oberwinterthur, Burghöfe und Eschenz vor. Auf den lokalen Charakter des Handelsgeschäfts weist die Zusammensetzung der Terra Sigillata. Ware aus Rheinzabern (Tabernae) überwiegt leicht diejenige aus Trier (Augusta Treverorum). Diese Zusammensetzung ist für zahlreiche Kastellstandorte der Region typisch und auch so im Lesefundmaterial von Langenhain anzutreffen. Der Langenhainer Keramikhändler dürfte seine Ware eher von verschiedenen Großhändlern bezogen haben, welche diese in die Region der Civitas Taunensium lieferten. Die Gebrauchskeramik stammte aus Töpfereien der Region, vermutlich aus Nida-Heddernheim oder Echzell. Die für die Zeit der Niederlegung typische Urmitzer Ware ist nicht darunter.
Die Lage des Geschäftes im Vicus eines der weniger bedeutenden Kastelle in der Wetterau war für einen größeren Handelsbetrieb nicht günstig. Im benachbarten Friedberg befand sich eine wichtige Straßenkreuzung und ein größeres Kastell als in Langenhain mit einer 1000 Mann starken Reitertruppe. Mehr Bedeutung als der Langenhainer Limesübergang scheint derjenige am Kastell Butzbach besessen zu haben. Nida-Heddernheim, der Hauptort der Civitas, ist von Langenhain aus schwer erreichbar. Selbst das benachbarte Kastell Kapersburg war über Friedberg leichter zu erreichen als von Langenhain aus. Es ist somit von einem lokalen Geschirrhändler auszugehen, der die Soldaten, die Bewohner des Kastellvicus und die umliegenden Villae rusticae belieferte.

## Limesverlauf vom Kastell Langenhain zum Kleinkastell Hunnenkirchhof
Der Limes verläuft auf weiten Strecken nördlich des Kastells durch stark landwirtschaftlich genutztes oder überbautes Gebiet und ist nicht sichtbar. Nördlich der Usa verlief er knapp westlich der heutigen Ortschaft vor dem Kastell. Es schließt sich nördlich eine wellige Hochfläche an, wo der jahrhundertelange Ackerbau im Bereich der Ortschaften Fauerbach vor der Höhe und Hoch-Weisel die Reste des Limes völlig zerstört hat. Die Turmstellen Wp 4/20 bis 4/28 werden vermutet, sichere archäologische Indizien liegen für keine davon vor. Erst im Bereich des Kleinkastells Hunnenkirchhof ist der Wall wieder sichtbar.

## Denkmalschutz
Das Kastell Langenhain und die erwähnten Anlagen sind als Abschnitt des Obergermanisch-Rätischen Limes seit 2005 Teil des UNESCO-Welterbes. Außerdem ist es ein Bodendenkmal im Sinne des Hessischen Denkmalschutzgesetzes. Nachforschungen und gezieltes Sammeln von Funden sind genehmigungspflichtig, Zufallsfunde an die Denkmalbehörden zu melden.